# Andropolia australiae
Andropolia australiae là một loài bướm đêm trong họ Noctuidae.